# Sebastian Bengtsson
Sebastian Bengtsson – szwedzki żużlowiec.
4-krotny finalista młodzieżowych indywidualnych mistrzostw Szwecji (2002 – 12 m., 2003 – 7 m., 2004 – 12 m. i 2005 – 8 m.). Półfinalista indywidualnych mistrzostw Szwecji (2005 – 15 m.). Dwukrotny srebrny medalista drużynowych mistrzostw Szwecji (2002–2003) oraz brązowy medalista drużynowych mistrzostw Danii (2003). Półfinalista indywidualnych mistrzostw Europy juniorów (2003 – 10 m.).
W 2006 roku podpisał kontrakt ze Stalą Gorzów Wielkopolski, jednak nie wystąpił w żadnym meczu.